# Fahne und Wappen des Kantons Thurgau
Das Wappen des Kantons Thurgau stellt zwei gelbe (heraldisch: goldene), schreitende Löwen auf einem schräg geteilten, weissen (heraldisch: silbernen) und grünen Grund dar. Die Löwen sind aus dem Wappen der Landgrafschaft Thurgau entnommen, das wiederum auf dem Wappen der kyburgischen Grafen beruht.  

## Blasonierung
Die  Blasonierung des Thurgauer Wappens lautet gemäss Mühlemann (1977): Schräg geteilt von Silber und Grün mit zwei rotgezungten gezierten goldenen Löwen.

## Geschichte

### Mittelalter

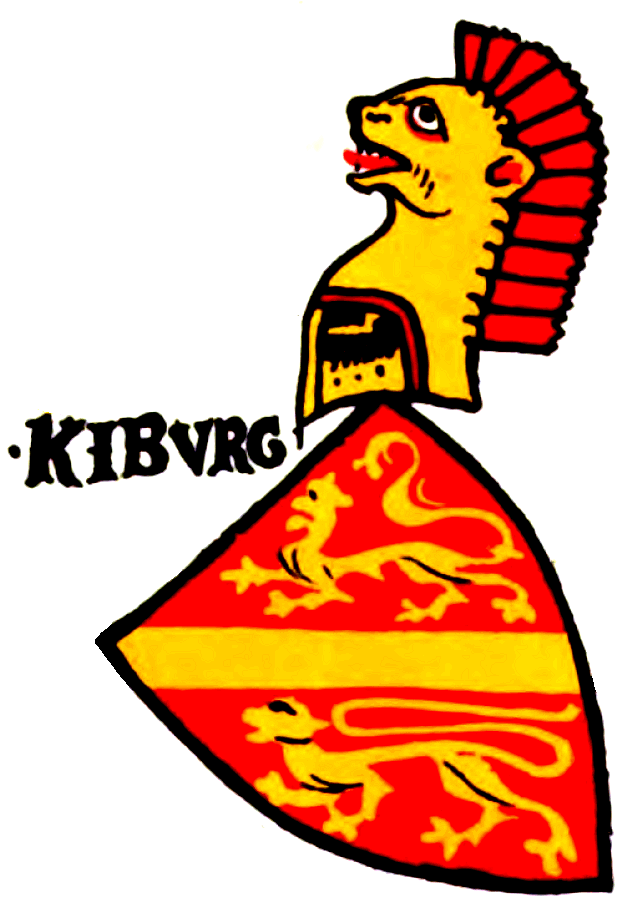
Wappen Kiburg in der Zürcher Wappenrolle (um 1340).

Das Kantonswappen stammt vom Wappen der Grafschaft Kyburg (11. Jahrhundert bis 1264) ab.
Aus dem 13. Jh. (vor dem Aussterben der Kyburger 1264) sind Darstellungen des Wappens auf Siegeln erhalten.
Nachdem die Habsburger die wegen des Aussterbens der Familie führerlose Grafschaft Kyburg übernahmen – der letzte Graf von Kyburg, Hartmann IV., vererbte das Reich an seinen Neffen, Rudolf I. von Habsburg – erteilten sie 1275 der Stadt Winterthur die Erlaubnis, ihr Wappen zu behalten. 
In der Zürcher Wappenrolle (um 1340) sind die goldenen Löwen auf rotem Grund dargestellt. Dies ist das Wappen der Neu-Kyburger (nach 1273).
Die Blasonierung des Wappens der Kyburger lautet: In Rot ein goldener Schrägbalken, begleitet von zwei schreitenden goldenen Löwen.
Die Bedeutung der Löwen geht wahrscheinlich auf die beiden Familien zurück, aus denen die Grafschaft entstanden ist, nämlich aus dem Zusammenschluss der beiden gleichberechtigten Adelsfamilien der Herren zu Winterthur (Adelheid, die Tochter Adalberts) sowie von derer von Dillingen (Hartmann I. von Dillingen).

### Landgrafschaft Thurgau
1460 wurde die Landgrafschaft Thurgau von den sieben eidgenössischen Orten Zürich, Luzern, Uri, Schwyz, Unterwalden, Zug und Glarus erobert – das Landgericht Thurgau verblieb aber bis 1499 der Stadt Konstanz.
Als Wappen der Landgrafschaft wurde weiter das Neu-Kyburger Wappen verwendet, so dargestellt bei Gerold Edlibach (um 1490).

### Unabhängiger Kanton 1803
Der heutige Kanton Thurgau war 1460–1798 eine sogenannte Gemeine Herrschaft der sieben (Zürich, Luzern, Uri, Schwyz, Unterwalden, Zug und Glarus) bzw. acht regierenden (ab 1712 zusammen mit Bern) sowie der 10 am Malefiz partizipierenden Orte (die genannten Städte und Orte mit Freiburg und Solothurn), d. h. die Landgrafschaft Thurgau wurde gemeinsam verwaltet. 1798–1803 war der Thurgau als Verwaltungseinheit ein Kanton der Helvetischen Republik. Erst 1803 erhielt das Gebiet durch die Napoleonische Mediationsakte Souveränitätsrechte zusammen mit anderen Kantonen wie St. Gallen und der Waadt. Damals wurde das bis anhin in der Heraldik unbeliebte Grün als Farbe der Freiheit eingeführt.
Die Farben Weiss und Grün kommen in dieser Zeit häufig in Kantonswappen zum Zug, auch in den Kantonen Waadt oder St. Gallen. Historisch gesehen ist die Vergleichbarkeit gewiss mit der Waadt am grössten.
Eigentlich durften wegen der heraldischen Regel, dass sich zwei Metalle in einem Wappen nicht direkt begegnen dürfen, Weiss und Gelb keine direkten Farbnachbarn sein. Deshalb gilt das Thurgauer Wappen bis heute als Kuriosität. Der vor einigen Jahrzehnten angestrengte Versuch das Wappen durch eines zu ersetzen, das den Farbregeln der Heraldik entspricht, war erfolglos.

## Ähnliche Gemeindefahne und Gemeindewappen

### Im direkten Zusammenhang zur Grafschaft Kyburg
Die hier aufgeführten Wappen und Fahne wurden bei ihrer Einführung in der ersten Hälfte des 20. Jh. bewusst vom Wappen der Grafschaft Kyburg hergeleitet – wobei sich die Gemeinden, mit Ausnahme von Diessenhofen, im Kanton Zürich befinden.

Fahne Diessenhofen
Wappen Diessenhofen
Fahne Andelfingen ZH
Wappen Andelfingen ZH
Fahne Kyburg ZH
Wappen Kyburg ZH
Fahne Winterthur
Wappen Winterthur

Das Konzept von Dorf- bzw. Ortswappen geht auf das ausgehende 15. Jh. zurück, als erstmals Wappen einzelner Vogteien oder Ämter abgebildet wurden (meist basierend auf Wappen längst ausgestorbener Adelsgeschlechter aus der jeweiligen Gegend).
So zeigt die Zürcher Chronik von Gerold Edlibach (um 1490, S. 420/1) neben den Wappen von Städten und Vogteien auch Wappen der Kirchgemeinden am Zürichsee (die zechen kilchhövinen an Zürich see). Edlibach zeigt das Kyburger Wappen für die Grafschaft Kyburg und bereits eine Abwandlung davon als Wappen von Schloss Andelfingen (das Andelfinger Wappen bei Edlibach zeigt den unteren Löwen abwärts schreitend, während das moderne Andelfinger Wappen dem unteren Löwen einen sechsstrahligen Stern beifügt).
Im 16. Jh. treten Dorfwappen vermehrt auf Landkarten und in Wappenscheiben (Amtscheiben) auf. Auf der Zürcher Kantonskarte von Jos Murer von 1566 zeigt sowohl das Winterthurer als auch das Andelfinger Wappen als spiegelbildlich zum Wappen von Kyburg, also mit zwei nach rechts (heraldisch links) schreitenden Löwen.

### Aus dem Kantonsfahne und Kantonswappen abgeleitet
Folgende Fahne und Wappen (Auswahl) sind aus dem Fahne und Wappen des Kantons Thurgau abgeleitet und zeigen die aus dem Wappen der Landgrafschaft Thurgau entnommenen roten Löwen, oft auf weissem Grund. Interessant ist auch die Farbgebung Weiss/Grün im Wappen Kesswils, denn Grün war bis in die Zeit der Helvetik als Wappenfarbe verpönt.
Der Löwe ist ein allgemein sehr beliebtes Wappentier der Thurgauer Orte, siehe z. B. die Wappen von Frauenfeld, Wilen TG oder Wigoltingen. Allerdings ist bei diesen der Zusammenhang mit dem Kyburger Wappen nicht mehr genau nachzuweisen.

Fahne Eschenz
Wappen Eschenz
Fahne Kesswil
Wappen Kesswil
Fahne Wäldi
Wappen Wäldi